# 珀斯天文台

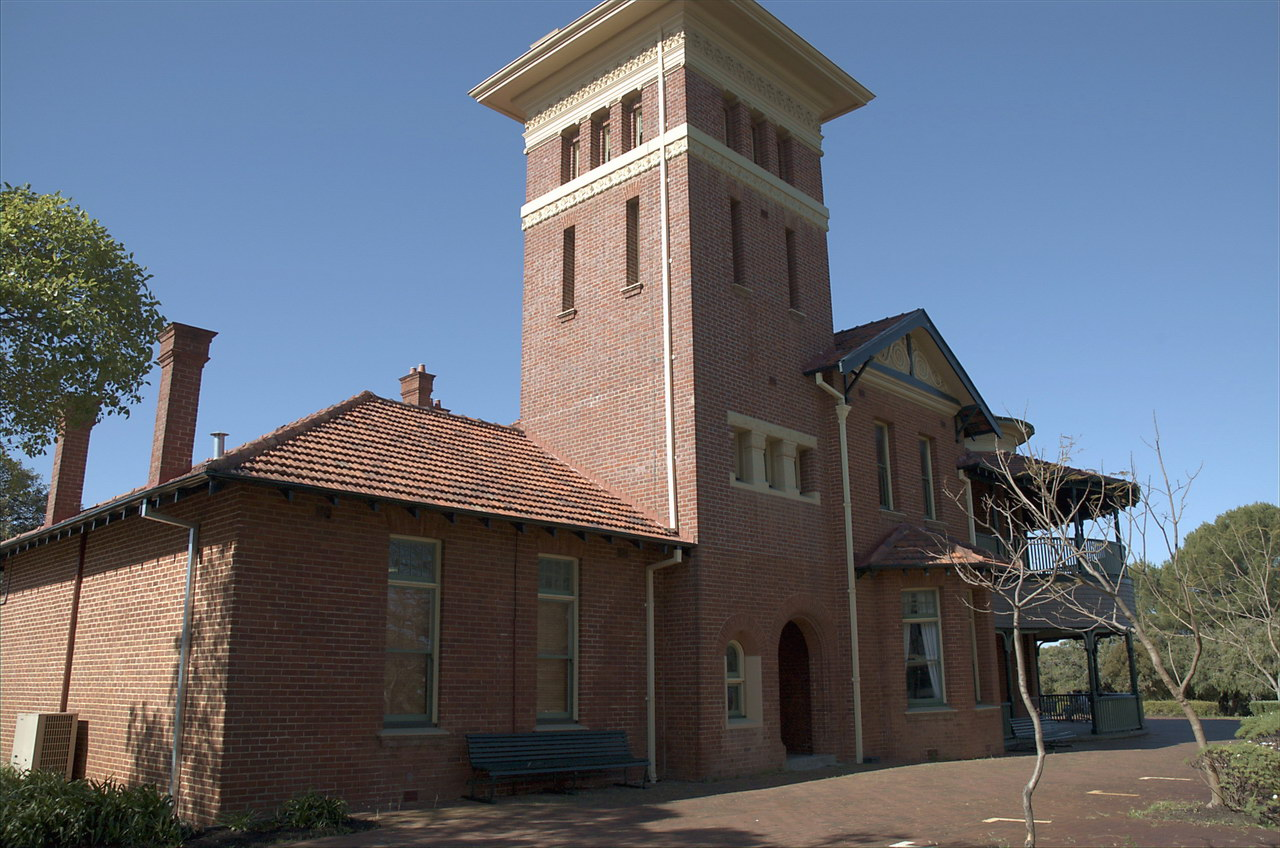
舊的伯斯天文台位於伊麗莎，現在的家位於國家信託的西澳分支。

伯斯天文台是位於西澳洲兩座天文台的名字。

## 第一座伯斯天文台

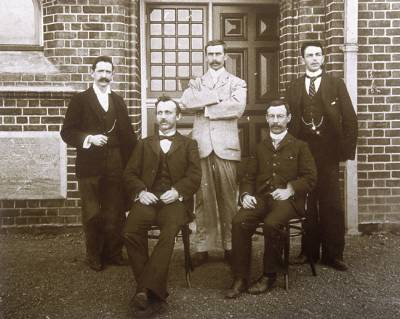
天文台大約在1900年的職員：第一位政府的天學家歐尼斯特·庫克座在左邊，他的繼任者哈樂德·柯路易斯穿著光鮮的套裝站在右邊。

原始的伯斯天文台始建於1896年，並在1900年由第一屆西澳大利亞總理約翰·福勒斯特主持正式的開幕。天文台位於俯瞰著西澳大利亞伯斯的伊麗莎山，它主要的工作是維持西澳大利亞的標準時間和蒐集氣象資料。
在1896年，威廉·歐尼斯特·庫克是繼類似殖民地的阿德萊德天文台之後，第一位被政府任命的天文學家。在抵達伯斯之後，他的首要任務是確定殖民地正確的經度和緯度。他也使一天的時間能更正確的被測定，而在他來到之前，時鐘的誤差可以達到一小時半。在每天宣告時間的一門大砲迄今仍留在該地。這是由政府的建築師喬治·田普-普爾和大膽的風格組合而成的設計。
庫克的繼任者，柯路易斯在1929年寫道：
由於盛行風吹過廣闊的國王公園，是天文學家不受鄰近城市損傷的極佳工作場所，其他觀測站的情形也是一樣。  ...從塔中掃視，可以看見伯斯精彩的全景，顯示不再成長的城市不會對觀測帶來不利的影響。

### 地震紀錄
在1923年至1959年之間，利用密爾恩肖地震儀讓伯斯天文台成為地震觀測台。在1959年之後，地震監測移至蒙德林的蒙德林地球物理觀測站。

## 新建築

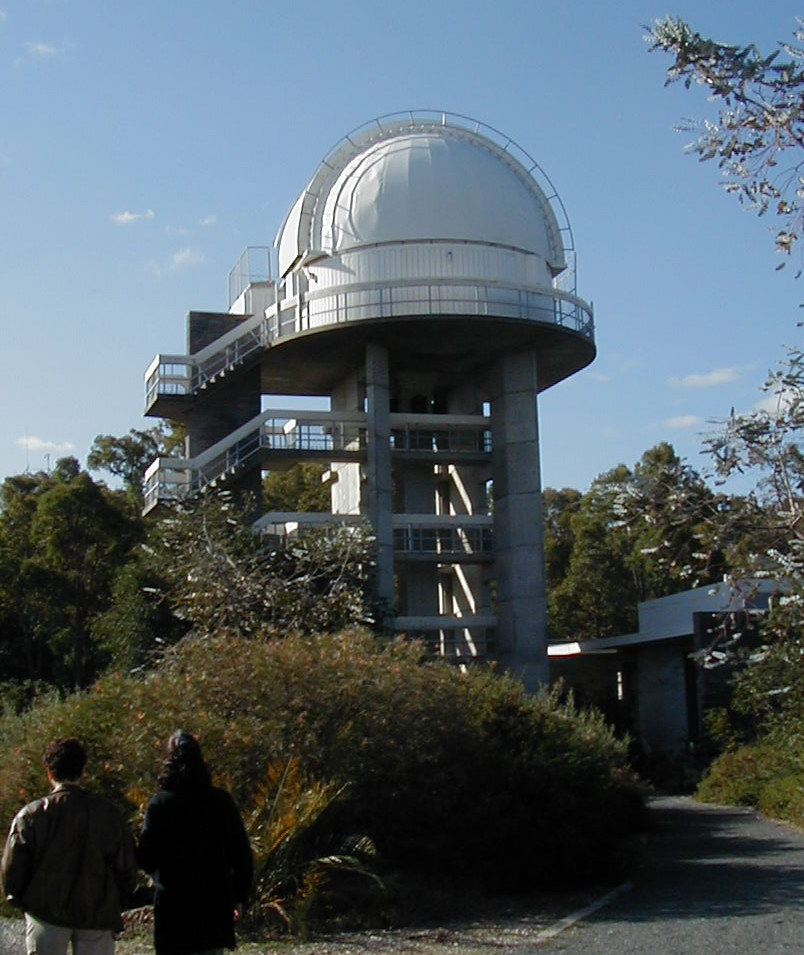
伯斯天文台在比克萊的61公分望遠鏡觀測室。

在1960年代，來自伯斯的光污染迫使天文台遷移至目前所在地，在靠近達玲山脈觀音山 (Mount Gungin) 的比克萊。新天文台的建造成本是$600,000，在1966年開幕。
目前，天文台參與了近地小行星追蹤 (NEAT)，小行星中心也確認了一些伯斯天文台發現的小行星。
天文台已經數度阻止政府機構嘗試關閉該設施的企圖，最嚴重的一次是1987年成為政府服務部門的一部份。來自民眾、科學界和業餘天文學家社群的強力協助保留了這個天文台。在1996年1月，建台一百周年，天文台成為環境與自然保育署的一部份，轉型為土地管理和維護部門。
在2005年，比克萊被列名為遺產景點，是西澳大利亞最古老且繼續經營的天文台，並且是在澳大利亞唯一仍然由政府機構運作的天文台。。

## 出版品
- Western Australian astronomy almanac. Bickley, W.A. Perth Observatory. ISBN 0-9581963-6-2 (2007 edition)

## 外部連結
- Perth Observatory Home （页面存档备份，存于）

32°0′28″S 116°8′7″E / 32.00778°S 116.13528°E